# Черешовица
Черѐшовица е село в Северозападна България. То се намира в община Берковица, област Монтана.

## География
Черешовица е малко балканско селище, разположено в полите на Западна Стара Планина. Теренът е планински, като се използват най-подходящите теренни места за ливади и ниви за производство на картофи и малини.
В района на селото се намират няколко малки рекички, които водят началото си от Балкана:
- „Деленица“
- „Селската бара“
- „Бръкачица“
- „Брезвица“
- „Тунсолица“ и др.

Всички те под селото съединяват водите си в една обща река, наречена „Златица“.

## История
Хората са се заселили там по време на османската власт; били са планинари, които са дошли от Тетевенския Балкан.
Историята на създаването на селото е следната:
Турците са се поругали със семейството на тетевенеца Тричко, който е първия заселник на селото. Той отмъщава за това издевателство, като убива турчин и с цялата си фамилия бяга и се заселва в сегашния район на селото. Той е основоположник на Тричковата фамилия. След време заптиетата го откриват, обграждат го в местността „Лозище“ и го убиват. С него е бил и брат му Стамен, но той успява да избяга.
Името на селото идва от местността „Черешака“. Хората от другите села по поречието на река Златица, вливаща се в язовир „Огоста“ до днешния град Монтана, са казвали за слизащите планинци: „Този идва от Черешака“. Има местност Черешов рът, която на времето е била обрасла с диви череши. Река Златица в римско време е била обект на добив на злато, т.нар. „пла̀вене на злато“. Реката се влива в язовир „Огоста“ на мястото на село Калиманица, родното място на големия български писател Йордан Радичков.
Основното облекло на първите заселници е „беневреци“ и „джамадани“ изтъкани от бял домашен шаяк с тесни крачоли, а на главите носели кожени калпаци. Били обути с шарени чорапи и цървули. Жените носели „завески“, изтъкани с различни цветове, мъниста и ширити. За украшение са използвали накити, предимно сребърни. По-късно се обличат със сукмани от домашен шаяк, „вълненици“ (плисирани поли), ризи с шарени копринени ръкави и дантели. които били много широко ушити.
По време на османската власт, в селото не е имало турско население. Основни данъци били „десятък“ върху обработваемата земя и „биглик“ върху овцете.
Поради свободолюбивия и непокорен дух на планинците, турците са избягвали да преминават през този район. Парите от хазната на видинския валия са били пренасяни от Видин през Арчар и Арабаконак към Турция. В селото живеят християни и хората са услужливи, добри и отзивчиви, в потвърждение на поговорката че „Планината ражда хора, а полето – тикви“. Безусловно трудните условия на живот са им създали тези добродетели.
В селото е имало училище, но то отдавна е затворено. Първото училище е било открито през периода 1891 – 1892 с учител Камен Панов.
Кметството е една бяла сграда досами мегдана. Кметският наместник се казва Веселин Лазаров.
За „Обществени институции“ понястоящем смело можем да обявим Кръчмата и Мегдана, а времето, когато козите се връщат от паша, е времето, когато почти всички се събират да поприказват, да се видят, да поклюкарстват, да разберат как е минал денят и какво ново по света.

## Поминък
Някои от хората гледат кози, домашни птици, зайци. Други садят царевица, зеленчуци, плодове. Една немалка част от хората разчитат на малините. След края на селото, в самото подножие на планината има няколко декара равно място с малинови насаждения от сорта „Европа“. По спомени на местни хора, преди 40 години, в края на 60-те години на 20 век, от това село за изнасяни ягоди и малини за Холандия и ГДР.